# Alle hens aan dek (stripalbum)
Alle hens aan dek is het 45ste album uit de stripreeks F.C. De Kampioenen. Het album is getekend door Hec Leemans met medewerking van Tom Bouden. Het album is verschenen in december 2006. Bij de eerste druk zat een wedstrijdposter waarbij men Kampioenen moest zoeken op het cruiseschip Freedom of the Seas. Hiermee kon je zelf een cruise winnen.

## Verhaal
Carmen wint met een wedstrijd in 'Tot ziens allemaal' een cruise voor twee personen. Ondertussen zitten Ma en Pa Vertongen met een probleem: Mister Flintstone, een Amerikaan die in Brussel woonde, is overleden en zijn laatste wens was dat hij per schip naar Amerika zou overgebracht worden. Ze vragen aan Maurice en Mark of zij in hun plaats willen meegaan en Pascale en Bieke mogen ook mee. Pol heeft zijn tickets voor de finale van de wereldbeker verkocht en met het geld heeft hij tickets gekocht voor de cruise. Ook Boma en Mariah hebben tickets en Fernand kan als verstekeling aan boord gaan. Zo komt uiteindelijk iedereen op de Freedom of the Seas terecht. Aan boord probeert Boma zich te verstoppen voor zijn moeder, die ook meevaart. Fernand probeert niet gezien te worden door de andere Kampioenen en Pol moet in een rolstoel zitten nadat hij een enkel verstuikt heeft...

## Hoofdpersonages
- Balthasar Boma
- Carmen Waterslaeghers
- Xavier Waterslaeghers
- Marc Vertongen
- Bieke Crucke
- Pascale De Backer
- Maurice de Praetere
- Pol De Tremmerie
- Doortje Van Hoeck
- Fernand Costermans

## Gastpersonages
- Dimitri De Tremmerie
- Bernard Theofiel Waterslaeghers
- Marie-Paule Vertongen
- Theo Vertongen
- Mariah
- Oma Boma
- Kolonel Vandesijpe
- Sergeant Dendooven
- Koen Markegracht

## Trivia
- De strip is gebaseerd op een aflevering uit de televisieserie Love Boat.

Zal 't gaan, ja? · Mijn gedacht! · Buziness is buziness · Vliegende dagschotels · 't Is niet waar, hé? · De dubbele dino's · Kampioen zijn is plezant! · Kampioenen op verplaatsing · Tournee Zénérale · De ontsnapping van Sinterklaas · Xavier in de puree · Het sehks-schandaal · De kampioenen maken een film · Oma Boma · De huilende hooligan · Bij Sjoeke en Sjoeke · Het geval Pascale · De simpele duif · Supermarkske · Supermarkske slaat terug · Kampioenen aan zee · Boma in de coma · De dader heeft het gedaan · De wereldkampioenen · Sergeant Carmen · Het spiedende oog · Vertongen en zoon · Man, man, man! · Stem voor mij! · Gebakken lucht · Kampioenen op wielen · De zeep-serie · Kampioenen in Afrika · Supermarkske op de bres · Agent Vertongen · De trouwpartij · Kampioenen op latten · Buffalo Boma · De vliegende reporter · De groene zwaan · Xavier gaat vreemd · De lastige kampioentjes · Boma in de wellness · De antieke antiquair · Alle hens aan dek  · Supermarkske op het slechte pad  · De schat van de Macboma's · De Jobhopper · De Kampioenen in het circus · 50 Kaarsjes... · Baby Vertongen · De nies van de neus · Don Padre Padrone · De rally van tante Eulalie · Paulientje op de dool · Miss Moeial · Carmen in het nieuw · Het geheim van de kampioentjes · De Afronaut · De erfenis van Maurice · De Kampioenen maken ambras · Oma Boma trainer · DDT doet weer mee · 20 jaar later · De Kampioenen in Pampanero · Kampioentjes verliefd · Supermarkske is weer fit · De pil van Pol · Vertongen Vampier · Fernand gaat trouwen · De verdwenen kampioenen · Xaverius De Grote · Komen vreten · Dolle Door · Hello poepa · De vinnige voetballer · Vijftig tinten paarsblauw · Dokter Jekyll en mister Vertongen · De kampioenen van de filmset · De Kampioentjes en het spookkasteel · De Kampioenen in Rio · Boma op de klippen · Op zoek naar Neroke · Supermarkske bakt ze bruin · De Corsicaanse connectie · De lotto-kampioen · DDT op het witte doek · De geniale djinn · Paniek in de Pussycat · De kampioentjes maken het bont · De malle mascotte · De pakjesoorlog · Supermarkske is weer proper · De tandartsassistente · Maurice de zwijger · Pol en Doortje gaan scheiden · Allemaal cinema! · Boma burgemeester · De nieuwe kolonel · Alles loopt in het honderd · De bucketlist van Xavier · Bibi Carmen · De kampioentjes en de kroonprins · Vrouwen aan de macht · Patatten en saucissen · De bronzen beker · Supermarkske en de 7 dwergen · De Kampioenen trappen door · De grimas van een paljas · De verjaardagstaart · Kampioenen aan het front · Boma in de val · Terug naar Splotsj · Ginette · Gespuis in huis · De knecht van tante Eulalie · De bal is rond · De strijd der titanen